# Bulbophyllum scopa
Bulbophyllum scopa là một loài phong lan thuộc chi Bulbophyllum.